# Project Pat
Patrick Stephen Houston, más néven Project Pat (North Memphis kerület, Memphis, Tennessee, USA, 1973. február 8.) amerikai rapper. A Three 6 Mafia nevű együttessel gyakran közreműködik. Az együttes egyik alapítójának, Juicy J-nek a bátyja.

## Életpályája
Project Pat a felszín alatt már a '90-es évek első felében jelen volt a memphis-i hiphop életben. A 2000-ben megjelent Murderers & Robbers című underground albuma ebből az időszakból gyűjtötte össze munkásságának legjobbjait. Első albuma az 1999-ben megjelent Ghetty Green volt, melyről bemutatkozó videóklipje a Ballers címet viselte. A Three 6 Mafia Sippin' On Some Syrup című számának refrénjével vált ismertté 2000-ben. Az áttörést a platinalemez (több, mint egymillió eladott példány) státuszt elérő Mista Don't Play: Everythangs Workin’ albuma hozta meg neki 2001-ben. Ugyanebben az évben letartóztatták, miután felfüggesztettje alatt a rendőrök egy pár revolvert találtak nála egy ellenőrzés során. Márciusban négy év börtönbüntetésre ítélték lőfegyver birtoklásáért. A harmadik album a Layin' Da Smack Down azalatt jelent meg, hogy börtönbüntetését töltötte. 2005-ös szabadulása óta három albumot készített.
Project Pat zenéje jellegzetes: a Three 6 Mafia producerpárosa, DJ Paul és Juicy J által szerzett zenei alapokra hangsúlyos, néha elnyújtott rímeket farag déli kiejtéssel. Pályája csúcsát a 2001-es Mista Don't Play album jelentette, sem előtte sem utána nem volt képes ilyen méretű sikert (és lemezeladást) elérni.

## Albumok
- 1999: Ghetty Green
- 2000: Murderers & Robbers
- 2001: Mista Don't Play: Everythangs Workin'
- 2002: Layin' da Smack Down
- 2006: Crook by da Book: The Fed Story
- 2007: Walkin' Bank Roll
- 2009: Real Recognize Real

### Mixalbumok
- 2003:  The Appeal
- 2007:  What Cha Starin At?
- 2008: History of Violence DJ Scream közreműködésével
- 2009: Back to Da Hood Dutty Laundry közreműködésével
- 2009: Play me Some Pimpin Trap-A-Holics & Juicy J közreműködésével
- 2009: Thuggin and Hustlin

## Fordítás
- Ez a szócikk részben vagy egészben  a   Project Pat című angol Wikipédia-szócikk fordításán alapul.  Az eredeti cikk szerkesztőit annak laptörténete sorolja fel. Ez a jelzés csupán a megfogalmazás eredetét és a szerzői jogokat jelzi, nem szolgál a cikkben szereplő információk forrásmegjelöléseként.